# قراصنة الإنترنت
قراصنة الإنترنت هو الجزء الأول من السلسلة الخيالية محقّقو الإنترنت من تأليف ميخائيل كولمان. نُشر لأول مرة سنة 1996. القصة تتضمّن رسومات توضيحية تُظهر بعض استخدامات الإنترنت. وفي عام 2004، أنتج إيريك ووتيلا فيلم يحمل نفس العنوان ومأخوذ عن هذا الكتاب.

## ملخص القصة
يبدأ مجموعة من المراهقين في استكشاف الإنترنت، بهدف إعداد تقرير مدرسي حول مزايا وعيوب استخدامه. يتواصل معهم نيتزن ودود يُعرف باسم زي-ماستر عبر بريد إلكتروني. لكن بعد فترة، يرسل هذا الشخص رسالة إلكترونية يطلب فيها المساعدة بشكل عاجل. ومن هنا تبدأ سلسلة من المراسلات، يحاول فيها الأصدقاء كشف هوية المرسل، بينما يسابقون الزمن في مغامرة مشوّقة.